# Rudolf Chotek z Chotkova a Vojnína
Rudolf hrabě Chotek z Chotkova a Vojnína (24. ledna 1706 Bělušice nebo Jeviněves – 7. července 1771 Vídeň) byl český šlechtic a rakouský politik z rodu Chotků. Ve vysokých státních funkcích patřil k předním strůjcům tereziánských reforem a spolu s bratrem Janem Karlem přispěl ke vzestupu Chotků mezi vlivnou aristokracii habsburské monarchie. Podílel se na úpravách zámku a parku ve Veltrusích a byl rytířem Řádu zlatého rouna.

## Dětství a mládí
Narodil se pravděpodobně na tvrzi v Bělušicích jako čtvrtý a nejmladší syn hraběte Václava Antonína Chotka (1674–1754) a jeho manželky Marie Terezie von Scheidlern (1682–1709). V deseti letech s nejstarším bratrem Václavem krátce pobýval v Paříži, další roky dětství trávil na rodovém sídle v Bělušicích. V letech 1721–1726 studoval filozofii a práva na Karlově univerzitě, spolu s bratrem Janem Karlem v letech 1727–1730 absolvoval kavalírskou cestu po Evropě. Během ní oba bratři studovali na univerzitě v Leidenu, více než rok žili v Paříži a krátkodobě pobývali na různých místech v Německu a Itálii.

## Kariéra
V roce 1733 byl jmenován radou apelačního soudu v Praze, jeho další kariéře napomohl sňatek (1737) s hraběnkou Marií Aloisií Bruntálskou z Vrbna, rozenou Kinskou (1707–1786). Po svatbě byl jmenován komořím vévody Františka Štěpána Lotrinského, manžela Marie Terezie, stal se též členem sboru místodržících Českého království. V roce 1740 z finančních důvodů odmítl účast na diplomatické misi do Dánska, ale v roce 1741 odcestoval do Versailles, kde měl za úkol oznámit francouzskému dvoru zprávu o narození budoucího císaře Josefa II. Za francouzské okupace Prahy a krátké vlády Karla Albrechta se podřídil novému režimu, později před vyšetřovací komisí ale obhájil své postavení ve službách Marie Terezie.
V letech 1744–1745 byl zvláštním komisařem v Tyrolsku, kde měl za úkol organizovat obranu před nepřítelem na západní hranici monarchie, své pozice pak posílil jako vyslanec v Mnichově (1745–1749). Ve funkci nejvyššího komorníka Českého království (1747–1749) Čechy vůbec nenavštívil, protože byl nadále pověřován diplomatickými úkoly v Rakousku a německých zemích.
V první fázi tereziánských reforem státní správy koncem 40. let 18. století byl jmenován prezidentem finanční komory (1749–1760) a v této funkci vykazoval značné aktivity zaměřené na konsolidaci státních financí zdecimovaných válkami o rakouské dědictví. Do této doby spadá mimo jiné podpora manufakturního podnikání v textilním odvětví a zavedení jednotného systému měr a vah v roce 1754. K 1. lednu 1762 byl jmenován nejvyšším českým kancléřem a jako horlivý stoupenec centralizace státní správy zůstal vlivnou osobností císařského dvora až do své smrti.

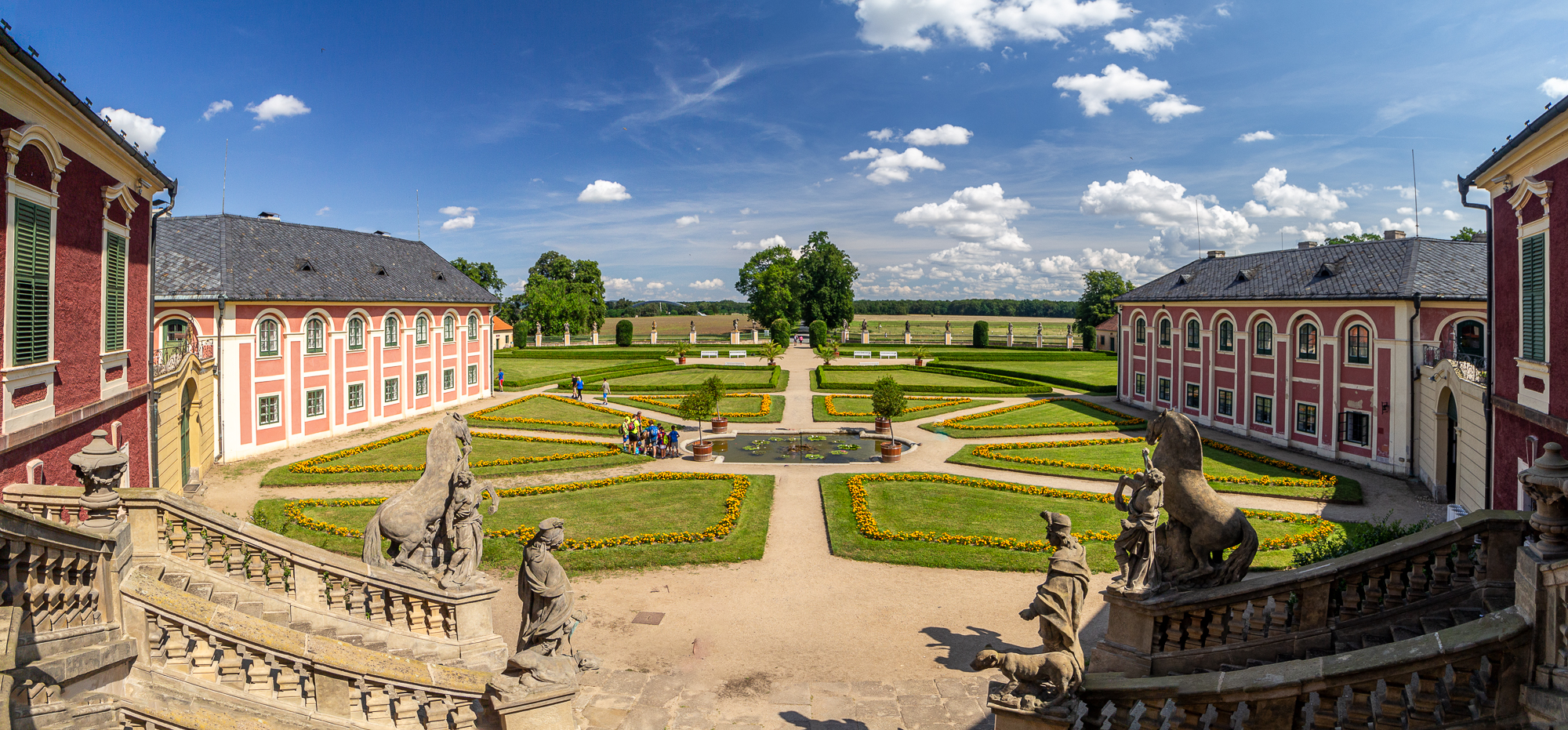
Francouzský park veltruského zámku

Na své české statky zajížděl pravidelně každoročně na několik týdnů v létě, případně v lovecké sezóně na podzim, jinak žil trvale ve Vídni, rezidenci měl také v císařském letovisku v Laxenburgu. Z cest do Čech jsou doloženy také dva léčebné pobyty v Karlových Varech (1751, 1756). Výjimku v pobytech v Čechách tvoří Velký trh tovarů Království českého, který se konal na zámku a v parku ve Veltrusích v roce 1754. Tato akce měla podpořit Chotkovy aktivity v hospodářské politice a konala se za účasti Marie Terezie a jejího manžela Františka Štěpána Lotrinského.
V roce 1759 byl jmenován rytířem Řádu zlatého rouna. Tento prestižní řád byl udělován jen urozeným šlechticům a Chotkové tehdy museli složitě dokazovat starobylost a význam své rodiny, protože jejich vzestup se vztahoval až k počátku 18. století. Řád získal Rudolf Chotek především díky přízni Marie Terezie, později byl udělen ještě dalším dvěma Chotkům (Jan Rudolf, Karel). Od roku 1745 byl též císařským tajným radou, v roce 1745 byl spolu s otcem a starším bratrem povýšen do říšského hraběcího stavu. Krátce před smrtí obdržel dědičný úřad nejvyššího komořího nad stříbry (1770).

## Majetkové poměry
Při rozdělování dědického podílu po matce získal Rudolf větší část, ačkoliv byl nejmladším potomkem. V roce 1736 převzal do správy panství Jeviněves se zámkem Veltrusy, tento celek v 50. letech rozšířil nákupem o několik dalších vesnic, v roce 1763 dokončil vývoj panství zakoupením statku Chlumín. Přestože byl služebně vázán k trvalému pobytu ve Vídni, věnoval svou pozornost zámku ve Veltrusích, který nechal v roce 1764 výrazně rozšířit do současné podoby. Věrnost habsburské dynastii deklaruje tehdy vzniklý Sál Marie Terezie se skupinovým portrétem panovnice a její rodiny. V zámeckém parku byl postaven turecký pavilón a do Veltrus byla z nedalekých Velvar přeložena pošta. Roční výnos veltruského panství se v době Rudolfa Chotka pohyboval ve výši cca 8 000 zlatých.
V roce 1765 zakoupil za 192 000 zlatých panství Myslibořice poblíž Třebíče. Zdejší zámek měl sloužit jako odpočinkové sídlo na cestách mezi Vídní a Prahou. Z myslibořického zámku je datována četná korespondence Rudolfa Chotka, z čehož vyplývá, že v závěru života zde často pobýval. Myslibořice připadly po Rudolfově smrti jeho dceři Marii Brigitě, respektive jejím dětem z rodu Taaffe. Z panství Jeviněves-Veltrusy byl v roce 1770 vytvořen fideikomis, jehož dědicem byl Rudolfův synovec Jan Nepomuk Rudolf (1749–1824). Fideikomis zahrnoval i dům U Zlatého melounu v Praze. Nevlastní syn Eugen Bruntálský z Vrbna z dědictví získal zlatý prsten.

## Rodina
Na Nový rok 1737 se ve Vídni oženil s hraběnkou Marií Aloisií Stefanií Bruntálskou z Vrbna, rozenou Kinskou (1707–1786). Ta pocházela z vlivného rodu Kinských, jejími staršími bratry byli nejvyšší kancléř František Ferdinand Kinský, kníže Štěpán Vilém Kinský a další nejvyšší kancléř Filip Josef Kinský. Příbuzenské spojení s Kinskými pomohlo Rudolfu Chotkovi v další kariéře. Marie Aloisie Kinská byla již předtím provdaná za hraběte Norberta Václava Bruntálského z Vrbna (1682–1729) a sňatkem s ní převzal Rudolf Chotek i výchovu nevlastního syna Eugena Václava Bruntálského z Vrbna (1728–1789), pozdějšího nejvyššího dvorského maršálka. Po Rudolfově smrti v roce 1771 přesídlila Marie Aloisie na zámek Veltrusy.
Z dochované korespondence vyplývá, že Rudolf Chotek měl více potomků, dospělého věku se ale dožila jen dcera Marie Quidobaldina Brigita (1738–1810), provdaná poprvé za hraběte Jana Filipa Taaffeho (1733–1765) a podruhé za významného botanika hraběte Josefa Emanuela Canala (1745–1826). Druhý sňatek si prosadila proti otcově vůli a po jeho smrti vedla spory se strýcem Janem Karlem o podíl na dědictví. Vynikla jako emancipovaná aristokratka a zakladatelka ženské zednářské lóže v Praze, jejím sídlem byl zámek Dukovany u Třebíče.
Rudolf Chotek zemřel 7. července 1771 ve Vídni, pohřben je v kostele Narození Jana Křtitele ve Veltrusích. Jeho portrét v nadživotní velikosti s dekorací Zlatého rouna od rakouského malíře Franze Fahrenschona je umístěn v hlavním sále zámku ve Veltrusích.